# 김포금빛초등학교
김포금빛초등학교는 대한민국 경기도 김포시 장기동에 있는 공립 초등학교이다.

## 연혁
- 2015년 12월 29일 시설공사 착공
- 2017년 1월 13일 시설공사 준공
- 2017년 3월 1일 초대 배용철 교장선생님 부임
- 2017년 3월 2일 32학급 편성 및 감정1초등학교로 개교
- 2017년 7월 17일 김포금빛초등학교로 변경

### 교명 논란
학교 이름은 본래 이 지역 출신의 위인인 조헌의 호를 딴 '중봉초등학교'로 지으려고 하였으나, 학부모들이 교명 선정 과정에서 불공정성으로 인한 반발로 인하여 취소되었다. 이에 따라 '감정1초등학교'라는 임시 명칭으로 개교하였으며, 정식 교명은 개교 이후 정해졌다.